# 理問
理問，中國古代官職之一。在清朝，此官職配置於朝廷之地方部門，如布政司，品等為從六品。該官職主要輔佐布政使從事地方政務，工作性質類似顧問。1910年代，清朝滅亡後，該官職廢除。